# Charles Nahl
Carl Christian Heinrich Nahl (Kassel, 18 de octubre de 1818-San Francisco, 1 de marzo de 1878) fue un pintor estadounidense de origen alemán. Desarrolló su labor artística principalmente en California.

## Juventud
Procedía de una familia con una larga tradición de artistas y escultores. Entre ellos, su bisabuelo fue un escultor alemán de renombre, Johann August Nahl. Charles era hijo de Georg Valentin Friedrich Nahl (1791–1857) y de Henriette (Weickh) Nahl (1796–1863). Sus padres se divorciaron en 1826. Nahl se formó en la Kunsthochschule de Kassel. Junto a su amigo Frederick August Wenderoth (1819–1884) marchó a París en 1846, donde tuvo éxito en el Salón. Fue entonces cuando decidió afrancesar su nombre y cambiarlo por «Charles».

## Estados Unidos
La Revolución francesa de 1848 le hizo abandonar Europa (junto a su madre y su hermanastro, el también artista Hugo Wilhelm Arthur Nahl) hasta Brooklyn. En Estados Unidos se vivía entonces la Fiebre del oro, por lo que decidieron trasladarse a California, primero a Nevada City y después a Rough and Ready. Los Nahl no tuvieron suerte con las minas y abrieron un estudio con otro pintor, Wenderoth, en Sacramento (California). Tras el incendio de la ciudad en 1852, se trasladaron a San Francisco. 

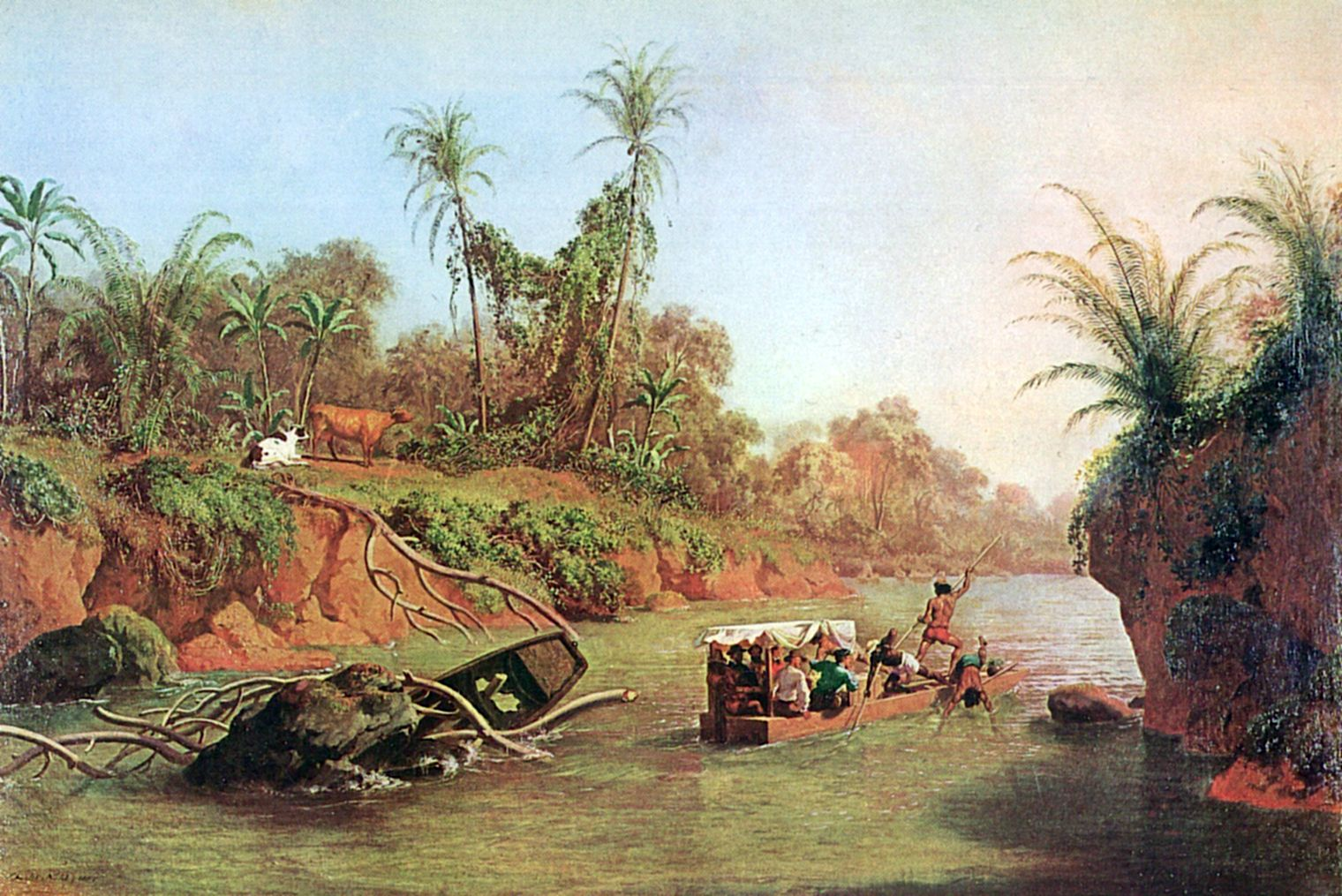
Accidente en el río Chagres (1850), Bancroft Library.
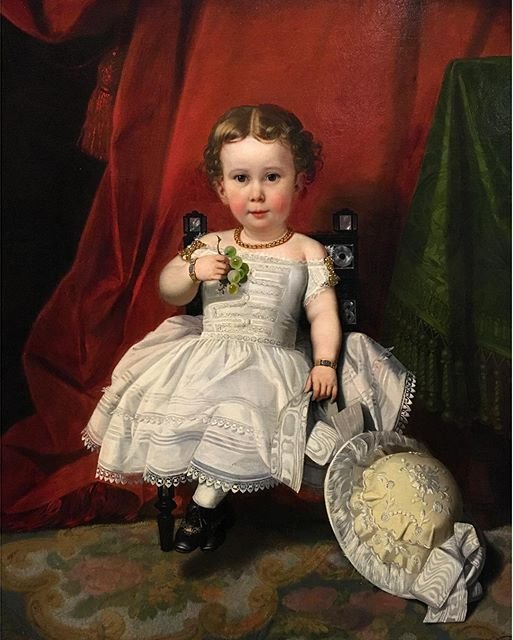
Little Miss San Francisco (1853), pintado por Nahl junto a Wenderoth, Collection of the Oakland Museum.
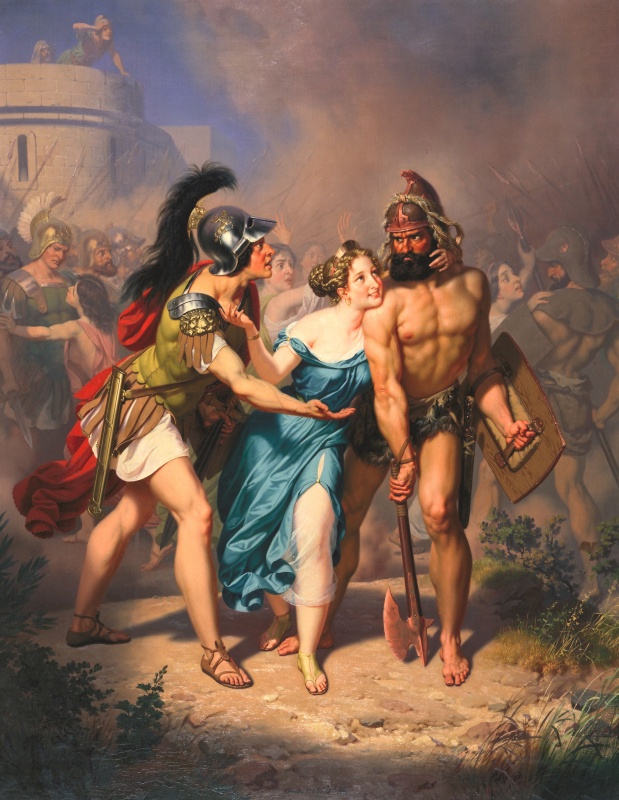
El rapto de las sabinas (1871).